# Sarajevo Film Festival

Logo des Festivals

Sarajevo Film Festival 2007

Das Sarajevo Film Festival ist das wichtigste und größte Filmfestival Südosteuropas und eines der größten Filmfestivals Europas. Es entstand 1995 während der Belagerung von Sarajevo im Bosnienkrieg aus Protest gegen Krieg und führt jährlich im August internationale und regionale Prominenz nach Sarajevo zu Aufführungen einer großen Bandbreite von Spiel- und Kurzfilmen. Leiter des Festivals ist Mirsad Purivatra, früher geschäftsführender Vorstand des bosnischen Zweigs von McCann Erickson. Bereits zum ersten Festival mit 37 Filmen aus 15 Ländern kamen 15.000 Zuschauer. Das Festival widmet sich der Kunstform Film und unterstützt den Independent-Film.

## „Herz von Sarajevo“
Das Sarajevo Film Festival ist seit 1996 als internationales Wettbewerbsfestival mit regionalem Focus beim internationalen Filmproduzentenverband FIAPF akkreditiert. Im internationalen Wettbewerb laufen seit 2003 ausschließlich Filme aus Südosteuropa. Der Hauptpreis des Festivals ist das „Herz von Sarajevo“ (Srce Sarajeva) für den besten Film.
Die bisherigen Gewinnerfilme in der Kategorie „Bester Film“ sind:
| Year | Film                                 | Regisseur                          | Nationalität des Regisseurs |
| ---- | ------------------------------------ | ---------------------------------- | --------------------------- |
| 1996 | Breaking the Waves                   | Trier, Lars von                    | Dänemark                    |
| 1997 | Mein Leben in Rosarot                | Berliner, Alain                    | Belgien                     |
| 1998 | Menschenfeind                        | Noé, Gaspar                        | Frankreich                  |
| 1999 | Dezember 1–31                        | Peters, Jan                        | Deutschland                 |
| 2000 | Bleeder                              | Refn, Nicolas Winding              | Dänemark                    |
| 2001 | No Man's Land                        | Tanović, Danis                     | Bosnien und Herzegowina     |
| 2002 | Saturday                             | Villegas, Juan                     | Argentinien                 |
| 2003 | Gori vatra – Feuer!                  | Žalica, Pjer                       | Bosnien und Herzegowina     |
| 2004 | Mila from Mars                       | Sofija, Sorniza                    | Bulgarien                   |
| 2005 | Lady Zee                             | Djulgerow, Georgi                  | Bulgarien                   |
| 2006 | Das Fräulein                         | Štaka, Andrea                      | Schweiz                     |
| 2007 | Takva – Gottesfurcht                 | Kızıltan, Özer                     | Türkei                      |
| 2008 | Buick Riviera                        | Rušinović, Goran                   | Kroatien                    |
| 2009 | Ordinary People                      | Perišić, Vladimir                  | Serbien                     |
| 2010 | Tilva Roš                            | Ležaić, Nikola                     | Serbien                     |
| 2011 | Atmen                                | Markovics, Karl                    | Österreich                  |
| 2012 | Everybody in Our Family              | Jude, Radu                         | Rumänien                    |
| 2013 | Die langen hellen Tage               | Ekvtimishvili, Nana und Simon Groß | Georgien                    |
| 2014 | Song of My Mother                    | Mintaş, Erol                       | Türkei                      |
| 2015 | Mustang                              | Gamze Ergüven, Deniz               | Türkei                      |
| 2016 | Familienglück (Albüm)                | Mehmet Can Mertoğlu                | Türkei                      |
| 2017 | Scary Mother                         | Uruschadse, Ana                    | Georgien                    |
| 2018 | Nanouk                               | Lasarow, Milko                     | Bulgarien                   |
| 2019 | Take Me Somewhere Nice               | Sendijarević, Ena                  | Bosnien und Herzegowina     |
| 2020 | Exil                                 | Visar Morina                       | Kosovo                      |
| 2021 | Große Freiheit                       | Meise, Sebastian                   | Österreich                  |
| 2022 | Sigurno mjesto                       | Lerotić, Juraj                     | Kroatien                    |
| 2023 | Blackbird Blackbird Blackberry       | Naveriani, Elene                   | Georgien                    |
| 2024 | Trei kilometri până la capătul lumii | Emanuel Pârvu                      | Rumänien                    |

Das Sarajevo Film Festival vergibt weitere Auszeichnungen wie eine lobende Erwähnung der Jury, einen Publikumspreis, einen Kurzfilm-Preis und eine Auszeichnung für Panorama die 2000 Topsy-Turvy von Mike Leigh erhielt.